# Anca Boagiu
Anca Daniela Boagiu, née le 30 novembre 1968 à Constanța, est une femme politique roumaine, membre du Parti démocrate-libéral (PDL), dont elle est vice-présidente, et ayant appartenu au Parti démocrate (PD).

## Biographie
Ingénieur hydrotechnique depuis 1995, elle a commencé à travailler en 1994, comme assistante du directeur général des Relations financières externes du ministère des Transports roumain. Elle évolue dans ce département jusqu'en 2000, lorsqu'elle devient administratrice des projets de financement externe. Elle est nommée, le 27 juin 2000, ministre des Transports, puis est élue quelques mois plus tard à la Chambre des députés, sous les couleurs du Parti démocrate.
Elle est réélue en 2004, et devient vice-présidente de la commission de l'Intégration européenne. Le 28 août 2005, elle est nommée ministre de l'Intégration européenne dans la coalition de centre droit de Călin Popescu-Tăriceanu. Le PD n'étant pas maintenu après le grand remaniement du 5 avril 2007, elle quitte son ministère, mais retrouve trois mois plus tard la vice-présidence de la commission des Affaires européennes.
Lors des élections législatives de 2008, elle est élue au Sénat. Elle est ensuite désignée vice-présidente de la Chambre et de la commission des Affaires européennes. Lors d'un important remaniement ministériel du gouvernement d'Emil Boc, opéré le 3 septembre 2010, elle est nommée ministre des Transports. Elle est remplacée, le 9 février 2012, par Alexandru Nazare.